# 더킹덤
더킹덤(The Kingdom)은 2021년 fyucidsifusdifdus 결성한 대한민국의 보이 밴드이다. 이 그룹은 6명의 멤버로 구성된다: 단, 아서, 무진, 루이, 아이반, 자한. 이 그룹은 첫 EP 음반 《History of Kingdom: Part I. Arthur》와 함께 2021년 2월 18일 데뷔했다. 2022년 5월, 치우는 GF 엔터테인먼트와 계약을 종료하고 이 그룹을 떠났고 8월 훤이 합류하였으나 2025년 1월 훤이 탈퇴하여 6인조로 개편하였다.

## 구성원
| 이름   | 소개 |
| ------ | --- |
| 단     | - 본명 : 정승보 - 생년월일 : 1997년 11월 1일(27세) - 출생지 : 대한민국 - 활동기간 : 2021년 2월 18일 ~ 현재  |
| 아서   | - 본명 : 장윤호 - 생년월일 : 2000년 4월 15일(25세) - 출생지 : 대한민국 - 활동기간 : 2021년 2월 18일 ~ 현재  |
| 무진   | - 본명 : 고성호 - 생년월일 : 2000년 11월 20일(24세) - 출생지 : 대한민국 - 활동기간 : 2021년 2월 18일 ~ 현재 |
| 루이   | - 본명 : 양동식 - 생년월일 : 2001년 4월 8일(24세) - 출생지 : 대한민국 - 활동기간 : 2021년 2월 18일 ~ 현재   |
| 아이반 | - 본명 : 박유성 - 생년월일 : 2001년 10월 12일(23세) - 출생지 : 대한민국 - 활동기간 : 2021년 2월 18일 ~ 현재 |
| 자한   | - 본명 : 임지훈 - 생년월일 : 2002년 8월 1일(22세) - 출생지 : 대한민국 - 활동기간 : 2021년 2월 18일 ~ 현재   |

### 이전 구성원
| 이름 | 소개 |
| ---- | --- |
| 치우 | - 본명 : 국승준 - 생년월일 : 2002년 9월 2일(22세) - 출생지 : 대한민국 - 활동기간 : 2021년 2월 18일 ~ 2022년 5월 25일  |
| 훤   | - 본명 : 심영준 - 생년월일 : 2002년 3월 12일(23세) - 출생지 : 대한민국 - 활동기간 : 2022년 8월 31일 ~ 2025년 1월 17일 |

## 음반

### EP
- 2021년 2월 18일 《History Of Kingdom : Part Ⅰ. Arthur》
- 2021년 7월 1일 《History Of Kingdom : Part Ⅱ. Chiwoo》
- 2021년 10월 21일 《History Of Kingdom : Part Ⅲ. Ivan》
- 2022년 3월 17일 《History Of Kingdom : Part Ⅳ. Dann》
- 2022년 10월 5일 《History Of Kingdom : Part V. Louis》
- 2023년 3월 23일 《History Of Kingdom : Part Ⅵ. Mujin》
- 2023년 10월 18일 《History Of Kingdom : Part VII. Jahan》

## 음반 외 활동

### 텔레비전 예능 프로그램
- 2022년 TV조선 《부캐전성시대》
- 2022년 TV조선 《아바드림》
- 2023년 JTBC 《피크 타임》

## 수상

### 시상식
- 2022년 아시아 아티스트 어워즈 가수 부문 포텐셜상
- 2023년 아시아 아티스트 어워즈 뉴웨이브상